# Ufa (rijeka)
Ufá, Ufímka (rus. Уфа́, Уфи́мка, baškirski: Өфө) (Karaidel, od baškirskog Ҡариҙел – Crna rijeka) – rijeka na Uralu i u Preduralju, u Čeljabinskoj, Sverdlovskoj oblasti i Baškiriji, desni pritok rijeke Bjelaje.

## Opis
Dužina rijeke – 918 km, površina porječja – 53,1 tisuće km², močvarnost 1 %, šumovitost 59 %.
Istječe iz jezera Ufimskoje na planinskom hrbatu Uraltau 5 km sjeverno-zapadno Karabaša, u Čeljabinskoj oblasti. U gornjem toku je planinska rijeka, koja teče u uskoj dolini, postoje brzaci; na srednjem i donjem toku zavojita. U porječju je razvijen krš. Podrijetlo vode je uglavnom od snježnih oborina.
Prosječni istjek vode – 388 m³/s, najveći – 3740 m³/s, najmanji – 55 m³/s.
Zamrzava se krajem listopada – početkom prosinca, odmrzava se u travnju – početkom svibnja. Plovna je 305 km.
Na rijeci se nalazi Pavlovska hidroelektrana. Također su izgrađena velika umjetna jezera Dolgobrodsko i Njazepetrovsko. Vode se često koriste za opskrbu vodom.
Rijeka Ufa je sve popularnije mjesto vodnih putovanja. Rijeka spada u prvu (vrlo jednostavnu) kategoriju složenosti, protječe kroz prekrasni krajolik.
Na ušću rijeke Ufe nalazi se glavni grad Baškirije – Ufa.

## Pritoci
- Bisert – (Sverdlovska oblast), desna pritoka
- Aj – lijeva pritoka
- Serga
- Jurjuzan – lijeva pritoka
- Tjuj – desna pritoka
- Simka
- Šarovarka

## Naselja
- Njazepetrovsk
- Šemaha
- Krasnoufimsk
- Sarana
- Sargaja
- Novomullakajevo
- Karaidelj
- Pavlovka
- Ufa
- Čandar

## Galerija
- Rijeka Ufa.
- Ufa kod naselja Arti, Sverdlovska oblast.
- Željeznički most preko Ufe.

## Vanjske poveznice
|  | Zajednički poslužitelj ima još gradiva o temi Ufa (rijeka) |